# Zekier

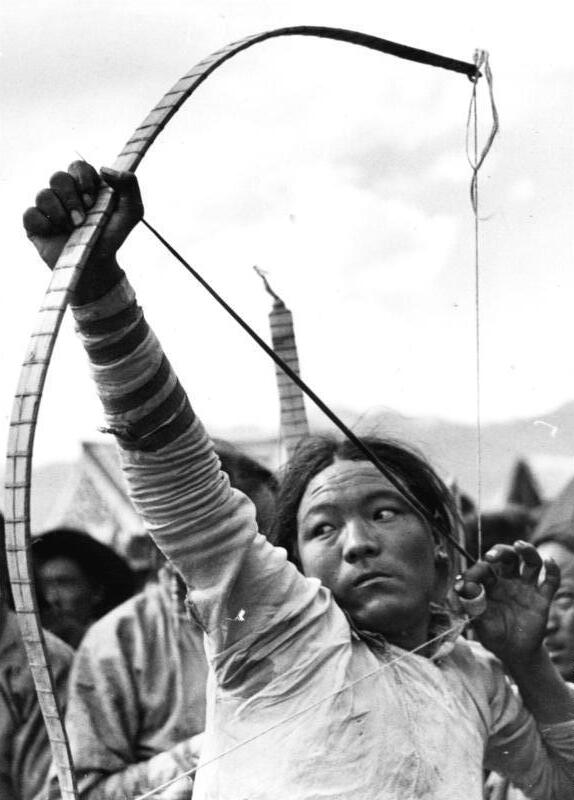
Tybetański łucznik korzystający z cylindrycznego zekiera, zdjęcie z 1938 roku

Zekier — pierścień łuczniczy noszony na kciuku, którego używa się przy napinaniu łuku refleksyjnego. 
Napinanie cięciwy w łukach tego typu wymaga większej siły fizycznej, a także w konsekwencji ochrony opuszka kciuka, którym ją naciągano w przeciwieństwie do techniki stosowanej przez łuczników europejskich i bliskowschodnich. Zekier rozpowszechnił się wśród ludów Azji, gdzie był stosowany szczególnie przez konnych łuczników, którym ułatwiał kontrolę nad strzałą w czasie jazdy.
Wykonywano je ze skóry, rogu, kości, kości słoniowej, kamienia bądź metali. Zekiery noszono w skórzanych futerałach lub przywiązane do nadgarstka. Świadectwa archeologiczne pokazują, że podstawowa postać pierścienia istniała jeszcze w czasach prehistorycznych i nie zmieniła się przez tysiące lat.
Jednym z najstarszych zachowanych pierścieni jest jadeitowy zekier znaleziony w grobie zmarłej ok. 1200 p.n.e. Fu Hao, żony króla Wu Ding z dynastii Shang. Wyobrażenia pierścieni łuczniczych widoczne są na graffiti odnalezionych w mieście Dura Europos zamieszkałym w latach 300 p.n.e.–256 n.e. W sarmackich grobach datowanych na lata 150–200 n.e. w miejscowości Pisariewka na Ukrainie znaleziono wykonany z brązu zekier z uchem do troczenia.
Istnieją dwa podstawowe typy zekierów: 
- asymetryczne z językiem wybiegającym w kierunku czubka palca.
- cylindryczne – rozpowszechnione przez Mandżurów w czasach hegemonii dynastii Qing

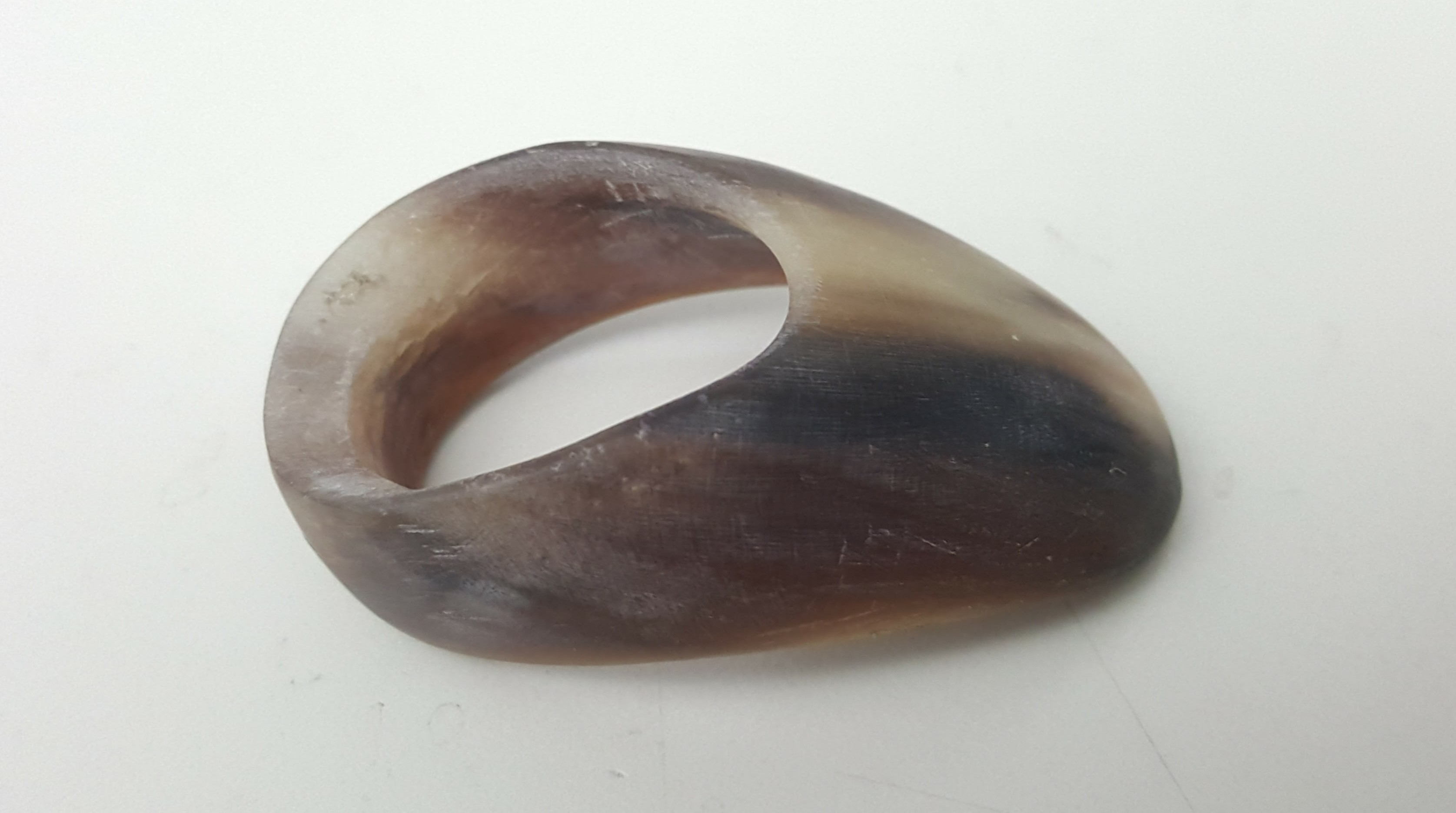
Asymetryczny, rogowy zekier koreański, używany przez kobiety
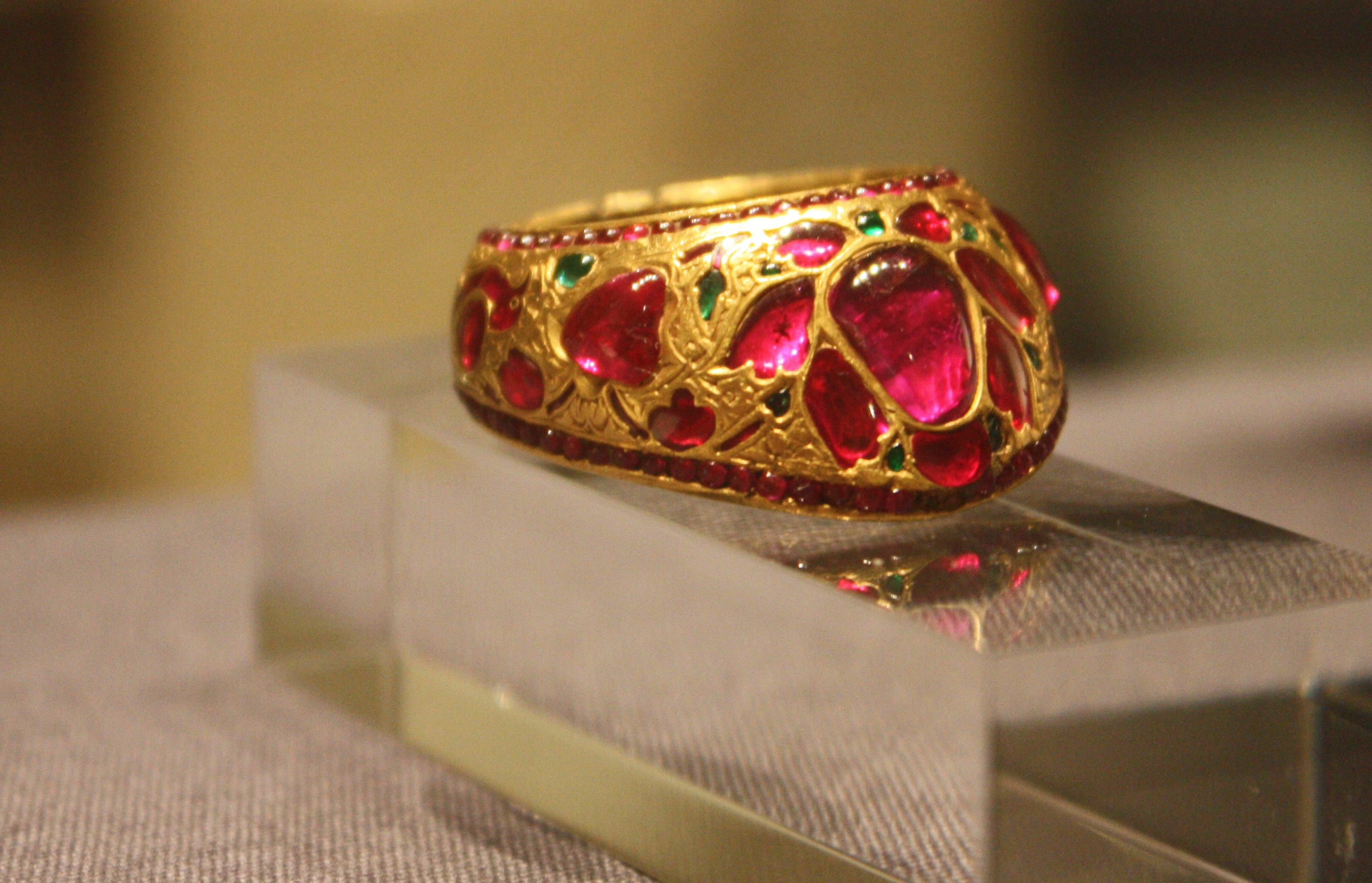
Ozdobny, złoty zekier z założonego przez koczowniczą dynastię państwa Wielkich Mogołów
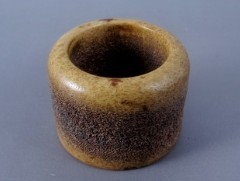
Mandżurski zekier cylindryczny

## Etymologia
Nazwa polska wywodzi się z osmańskiego słowa zihgir pokrewnego perskiemu zehgir.
Zekierem nazywano też ozdobną agrafę służącą do przypinania do kołpaka kity z piór.